# Montaževa skupina
Montaževa skupina je del Zahodnih Julijskih Alp. Skupina se nahaja v Italiji

## Razčlenitev
Glavni greben poteka v smeri jugovzhod-severozahod. Na jugovzhodu se greben zaključuje z Špikom nad Špranjo, ki stoji v bližini Škrbine Prednje Špranje. Na tem mestu se stikata Montaževa skupina in Viševa skupina. Tik pred Škrbino Prednje Šprenje je nastalo manjše stikališče grebenov, od koder se spušča proti jugovzhodu nekaj krajših hrbtov, med katerimi je najmočnejša skrajna vzhodna veja z vrhom Monte Cregnedul. Med Špikom nad Špranjo in Montažem pa se vrstijo najlepši vrhovi Montaževe skupine.

## Glavni vrhovi
- Montaž, (Jôf di Montasio), 2754 mnm
- Špik Hude police, (Cima della Terra Rossa), 2420 mnm
- Špik nad Nosom, (Foronon del Buinz), 2531 mnm
- Krniška Glavica, (Jôf di Smodogna), (Köpfach), 1891 mnm
- Poldnašnja špica, (Jôf di Miezegnot), (Mittagskofel), 2087 mnm
- Dve špici, (Due Pizzi), (Zweispitz), 2008 in 2046 mnm
- Zabuš, (Monte Zabus), 2244 mnm
- Strma Peč, (Monte Cimone), 2379 mnm